# Benjamin Kidd
Benjamin Kidd, född 9 september 1858 i Clare på Irland, död 2 oktober 1916 i South Croydon i Croydon i London, var en brittisk sociolog. Han arbetade inom den brittiska statsförvaltningen och blev inte allmänt känd förrän vid publikation av essän Social Evolution (1894). Detta verk gavs ut i flera upplagor och översattes bland annat till tyska, svenska, kinesiska och arabiska.

## Biografi
Kidd föddes i Clare, Irland. Hans far var konstapel vid Royal Irish Constabulary. Efter en ganska knapphändig utbildning började Kidd arbeta vid Inland Revenue Department 1877, där han verkade obemärkt under sjutton år. Sin fritid ägnade han åt studier och hans första verk publicerades 1894. Social Evolution gav honom ett ekonomiskt tillskott, men också internationell ryktbarhet, och han fick ett otal nya vänner som var intresserade av sociologi och darwinistisk teori, till exempel Grant Allen, William Clarke, William Thomas Stead och John Saxon Mills. Tack vare hans essäs framgång kunde han sluta som tjänsteman och under 1898 reste han i USA och Kanada, och 1902 besökte han Sydafrika. Dessa resor resulterade i en serie artiklar beställda av The Times och senare publicerade under titeln "The Control of the Tropics".
Han gifte sig 1887 med Emma Isabel Perry, med vilken han fick tre söner. Han dog av en hjärtsjukdom i Croydon 1916.

## Idéer
Kidds huvudtema är att religionen bäst kan förstås som en "supra-rationell sanktion" för vårt beteende och som verkar i gruppens, och dess ännu ej födda medlemmars, överlevnadsintresse, samtidigt som den med nödvändighet står i konflikt med våra grundläggande mänskliga instinkter, som verkar i individens intresse, och med vårt förnuft, som vi tenderar att tillämpa kortsiktigt. Och han ansåg att religionen troligen är essentiell för den evolutionära överlevnaden av ett samhälle.
Han hittade svagheter i både Herbert Spencers och Karl Marx teorier, vilka inte gav tillräckligt erkännande åt det faktum att den ständiga kampen är en essentiell förutsättning för att en organism skall utvecklas snarare än degenerera under det darwinistiska naturliga urvalets influens. Med marxisterna kunde han gå med på att den styrande klassen inte var överlägsen. Han ansåg att de styrande familjerna degenererade, så att nya styrande måste rekryteras från lägre skikt; och han var därför emot olika typer av privilegier. Han förnekade också att den vita rasen skulle ha en medfödd intellektuell överlägsenhet, vilken han tillskrev det sociala arvet, med vilket han menade ackumulerad kunskap. Å andra sidan höll han med rasisterna att den engelska rasen var överlägsen när det kom till "social effektivitet", med vilket han menade förmågan att organisera och undertrycka egoistiska
 instinkter till förmån för samhället och framtiden.
Kidd ser kristendomen som den främsta orsaken till västvärldens framgångar, och speciellt reformationen som den händelse som frambringade en "förmjukning" av folkets karaktär, med större sensitivitet inför andras lidande, såsom exemplifieras av Jesus Kristus. Denna förändring av karaktär, som ökade empatin, ledde enligt Kidd till större jämlikhet när det gällde möjligheter och försvagningen av de styrande klassernas vilja att upprätthålla orättvisor som slaveri. Engelsmännens ovannämnda överlägsenhet tillskrev han deras religiösa instinkter. De länder som fortlevde i den Romersk-katolska traditionen använde religionen för att sanktionera kungars gudomliga rättigheter och den styrande klassens dominans.
Han förkastade också socialism och förutsade att det i framtida västliga samhällen skulle finnas större möjligheter för alla, vilket skulle maximera utrymmet för kreativitet och konkurrens bland massorna och sålunda skulle kampen om överlevnad skifta från gruppen som helhet till individen. Han hävdade att socialismen sökte avsluta kampen om överlevnad, vilket endast kunde resultera i ett stagnerande samhälle som oundvikligt skulle degenerera på grund av en förstoring av "underklassen" eller falla offer för konkurrensen med mera livaktiga samhällen.

## Verk
- Social Evolution, 1894
- Control of the Tropics, 1898
- Principles of Western Civilization, 1902
- Herbert Spencer and After, 1908
- Two Principal Laws of Sociology, 1909
- The Science of Power, 1918